# Canton de Commercy
Le canton de Commercy est une circonscription électorale française du département de la Meuse.

## Géographie
Ce canton est organisé autour du bureau centralisateur de Commercy et fait partie intégralement de l'arrondissement de Commercy. Son altitude varie de 222 m (Mécrin) à 400 m (Geville) pour une altitude moyenne de 295 m. Sa superficie est de 203,02 km2.

## Histoire
Le canton de Commercy fait partie du district de Commercy, créée par le décret du 30 janvier 1790.
Le 27 vendémiaire an X (19 octobre 1801), il intègre l'arrondissement de Commercy,.
À la suite du redécoupage cantonal de 2014, les limites territoriales du canton sont remaniées. Le nombre de communes du canton passe de 19 à 14, avec le transfert des cinq communes de Cousances-lès-Triconville, Dagonville, Erneville-aux-Bois, Nançois-le-Grand et Saint-Aubin-sur-Aire au canton de Vaucouleurs.

## Représentation

### Conseillers d'arrondissement (de 1833 à 1940)
Le canton de Commercy avait deux conseillers d'arrondissement.
| Période                                  | Période      | Identité                          | Étiquette   | Qualité |
| ---------------------------------------- | ------------ | --------------------------------- | ----------- | --- |
| 1833                                     | 1845         | Claude François Denis (1762-1853) |             | Prêtre, vicaire de la paroisse Saint-Pantaléon, imprimeur, libraire, rédacteur du Narrateur de la Meuse, maire de Commercy |
| 1833                                     | 1871         | Adolphe Moreau                    |             | Propriétaire à Morville, Chonville, Président du Conseil d'arrondissement, maire de Commercy                               |
| 1845                                     | 1852         | M. Colson père                    |             | Docteur médecin à Commercy                                                                                                 |
| 1852                                     | 1855         | M. Joba                           |             | Adjoint au maire de Commercy                                                                                               |
| 1855                                     | 1871         | Henri Claverie                    |             | Propriétaire, maire de Commercy                                                                                            |
| 1871                                     | 1880         | Jean-Baptiste Jules Colson        |             | Agriculteur, maire de Saint-Aubin-sur-Aire                                                                                 |
| 1871                                     | 1880         | M. Guiot                          |             | Propriétaire à Commercy |
| 1880                                     | 1898         | Jean-Baptiste Dubouchet           | Républicain | Industriel à Commercy, Président du Conseil d'arrondissement                                                               |
| 1880                                     | 1883         | Nicolas Vautier                   | Républicain | Médecin, maire de Lérouville                                                                                               |
| 1883                                     | 1898         | François Renouard                 | Républicain | Propriétaire, maire de Chonville                                                                                           |
| 1898                                     | 1907         | Édouard Baux                      |             | Maitre carrier, maire de Lérouville                                                                                        |
| 1898                                     | 1919         | Évariste Maillard (1856-1929)     |             | Entrepreneur de transports, maire d'Euville, Président du Conseil d'arrondissement                                         |
| 1907                                     | 1910         | Edmond-Georges Garnier            |             | Docteur en médecine à Commercy                                                                                             |
| 1910                                     | 1923         | Edmond Morelle                    | RG          | Pharmacien, conseiller municipal de Commercy, Président du Conseil d'arrondissement                                        |
| 1919                                     | 1940         | Eugène Level (1878-1961)          | RG          | Agriculteur, maire de Lérouville, Président du Conseil d'arrondissement                                                    |
| 1923                                     | 1934         | Louis Legrand                     |             | Industriel, premier adjoint au maire de Commercy                                                                           |
| 1934                                     | 1939 (décès) | Émile Parmentier                  | RG          | Adjoint au maire de Commercy                                                                                               |
| 1939                                     | 1940         | Maurice Charlier                  | Droite      | Vétérinaire, conseiller municipal de Commercy                                                                              |
| 1940                                     |              |                                   |             | Les conseils d'arrondissement ont été suspendus par la loi du 12 octobre 1940 et n'ont jamais été réactivés                |
| Les données manquantes sont à compléter. |              |                                   |             | |

### Conseillers généraux de 1833 à 2015
| Période | Période          | Identité                                  | Étiquette          | Qualité |
| ------- | ---------------- | ----------------------------------------- | ------------------ | --- |
| 1833    | 1871             | Jean-Baptiste Charles Bazoche (1799-1881) | Droite             | Avocat, Juge de paix du canton de Commercy |
| 1871    | 1877             | Dominique Bazoche (fils du précédent)     | Droite             | Notaire à Commercy |
| 1877    | 1883             | Henri Liouville                           | Union républicaine | Agrégé de la Faculté de Médecine de Paris, Commercy Député (1876-1887) |
| 1883    | 1889             | Nicolas Vautier                           | Républicain        | Médecin, Officier de santé, exploitant de carrières à Lérouville, conseiller d'arrondissement                                                                                           |
| 1889    | 1895             | François Joseph Tugny (1849-1924)         | Socialiste         | Imprimeur, journaliste, instituteur à Commercy |
| 1895    | 1923 (décès)     | René Grosdidier                           | Gauche radicale    | Maître de forges Maire de Commercy (1884-1923) Député (1903-1913) Sénateur (1913-1923)                                                                                                  |
| 1923    | 1940             | Edmond Morelle (1874-1941)                | RG                 | Docteur en pharmacie et médecine Maire de Commercy (1923-1941), conseiller d'arrondissement Nommé membre de la Commission administrative départementale en 1941 Décédé en décembre 1941 |
|         |                  |                                           |                    | |
| 1943    | 1945             | Maurice Charlier (1901-1985)              | Droite             | Vétérinaire Conseiller d'arrondissement, conseiller municipal de Commercy Nommé conseiller départemental en 1943 Déclaré inéligible en 1944, mesure relevée en 1945                     |
|         |                  |                                           |                    | |
| 1945    | 1958             | Maurice Charlier                          | DVD                | Vétérinaire Maire de Commercy (1945-1947) |
| 1958    | 1976             | Henri Perrin                              | Rad.               | Greffier de paix à Commercy |
| 1976    | 1998 (démission) | François Dosé                             | PS                 | Enseignant Maire de Commercy (1977-2008) Conseiller régional de Lorraine (1986-1997) Député (1997-2007)                                                                                 |
| 1998    | 2015             | Alain Verneau                             | PS                 | Responsable de bureau d'études retraité Conseiller municipal de Commercy |

### Conseillers départementaux à partir de 2015
| Période élective | Période élective | Mandat | Mandat   | Identité              | Nuance | Nuance | Qualité |
| ---------------- | ---------------- | ------ | -------- | --------------------- | ------ | ------ | --- |
| 2015             | 2021             | 2015   | 2021     | Danielle Combe        |        | DVD    | Ancienne aide-soignante, ancienne Maire de Vignot 6ème Vice-présidente - Solidarité active, accompagnement vers l'emploi                                     |
| 2015             | 2021             | 2015   | 2021     | Jean-Philippe Vautrin |        | DVD    | Directeur d'établissement Conseiller municipal de Commercy (depuis 2014), Premier adjoint (depuis 2020) Président de la CC du Pays de Commercy (depuis 2014) |
| 2021             | 2028             | 2021   | en cours | Danielle Combe        |        | DVC    | Conseillère sortante |
| 2021             | 2028             | 2021   | en cours | Jean-Philippe Vautrin |        | DVC    | Conseiller sortant, 8ème Vice-Président (environnement, transition écologique, agriculture, forêt)                                                           |

### Résultats détaillés

#### Élections de mars 2015
À l'issue du 1er tour des élections départementales de 2015, deux binômes sont en ballottage : Danielle Combe et Jean-Philippe Vautrin (DVD, 36,14 %) et Jean Paul Cravedi et Corinne Kaufmann (FN, 31 %). Le taux de participation est de 52,6 % (4 420 votants sur 8 403 inscrits) contre 53,07 % au niveau départemental et 50,17 % au niveau national.
Au second tour, Danielle Combe et Jean-Philippe Vautrin (DVD) sont élus avec 62,23 % des suffrages exprimés et un taux de participation de 50,57 % (2 331 voix pour 4 247 votants et 8 399 inscrits).

#### Élections de juin 2021
Le premier tour des élections départementales de 2021 est marqué par un très faible taux de participation (33,26 % au niveau national). Dans le canton de Commercy, ce taux de participation est de 32,47 % (2 618 votants sur 8 063 inscrits) contre 34,51 % au niveau départemental. À l'issue de ce premier tour, deux binômes sont en ballottage : Danielle Combe et Jean-Philippe Vautrin (DVC, 43,73 %) et Céline Etienne et Olivier Guckert (Union à gauche, 30,67 %).
Le second tour des élections est marqué une nouvelle fois par une abstention massive équivalente au premier tour. Les taux de participation sont de 34,36 % au niveau national, 35,74 % dans le département et 35,04 % dans le canton de Commercy. Danielle Combe et Jean-Philippe Vautrin (DVC) sont élus avec 57,04 % des suffrages exprimés (1 439 voix pour 2 826 votants et 8 064 inscrits),,.

## Composition

### Composition avant 2015

Situation du canton de Commercy dans l'arrondissement de Commercy avant 2015.

Le canton de Commercy regroupait 19 communes sur une superficie de 295,77 km2.
| Nom                         | Code Insee | Codepostal | Superficie (km2) | Population (dernière pop. légale) | Densité (hab./km2) |
| --------------------------- | ---------- | ---------- | ---------------- | --------------------------------- | ------------------ |
| Commercy (chef-lieu)        | 55122      | 55200      | 35,37            | 6 262 (2012)                      | 177                |
| Boncourt-sur-Meuse          | 55058      | 55200      | 10,84            | 313 (2012)                        | 29                 |
| Chonville-Malaumont         | 55114      | 55200      | 18,80            | 182 (2012)                        | 9,7                |
| Cousances-lès-Triconville   | 55518      | 55500      | 18,27            | 141 (2012)                        | 7,7                |
| Dagonville                  | 55141      | 55500      | 13,01            | 82 (2012)                         | 6,3                |
| Erneville-aux-Bois          | 55179      | 55500      | 28,05            | 171 (2012)                        | 6,1                |
| Euville                     | 55184      | 55200      | 29,76            | 1 722 (2012)                      | 58                 |
| Frémeréville-sous-les-Côtes | 55196      | 55200      | 6,44             | 129 (2012)                        | 20                 |
| Geville                     | 55258      | 55200      | 33,10            | 609 (2012)                        | 18                 |
| Girauvoisin                 | 55212      | 55200      | 5,06             | 70 (2012)                         | 14                 |
| Grimaucourt-près-Sampigny   | 55220      | 55500      | 9,27             | 101 (2012)                        | 11                 |
| Lérouville                  | 55288      | 55200      | 14,38            | 1 480 (2012)                      | 103                |
| Mécrin                      | 55329      | 55300      | 10,19            | 232 (2012)                        | 23                 |
| Nançois-le-Grand            | 55371      | 55500      | 9,25             | 68 (2012)                         | 7,4                |
| Pont-sur-Meuse              | 55407      | 55200      | 3,63             | 140 (2012)                        | 39                 |
| Saint-Aubin-sur-Aire        | 55454      | 55500      | 14,17            | 171 (2012)                        | 12                 |
| Saint-Julien-sous-les-Côtes | 55460      | 55200      | 4,95             | 146 (2012)                        | 29                 |
| Vadonville                  | 55526      | 55200      | 5,21             | 265 (2012)                        | 51                 |
| Vignot                      | 55553      | 55200      | 16,02            | 1 297 (2012)                      | 81                 |

### Composition à partir de 2015
Le canton de Commercy regroupe désormais 14 communes sur une superficie de 203,02 km2.
| Nom                              | Code Insee | Intercommunalité                    | Superficie (km2) | Population (dernière pop. légale) | Densité (hab./km2) | Modifier                                    |
| -------------------------------- | ---------- | ----------------------------------- | ---------------- | --------------------------------- | ------------------ | ------------------------------------------- |
| Commercy (bureau centralisateur) | 55122      | CC de Commercy - Void - Vaucouleurs | 35,37            | 5 332 (2022)                      | 151                | modifier les données · modifier les données |
| Boncourt-sur-Meuse               | 55058      | CC de Commercy - Void - Vaucouleurs | 10,84            | 319 (2022)                        | 29                 | modifier les données · modifier les données |
| Chonville-Malaumont              | 55114      | CC de Commercy - Void - Vaucouleurs | 18,80            | 204 (2022)                        | 11                 | modifier les données · modifier les données |
| Euville                          | 55184      | CC de Commercy - Void - Vaucouleurs | 29,76            | 1 635 (2022)                      | 55                 | modifier les données · modifier les données |
| Frémeréville-sous-les-Côtes      | 55196      | CC Côtes de Meuse - Woëvre          | 6,44             | 127 (2022)                        | 20                 | modifier les données · modifier les données |
| Geville                          | 55258      | CC Côtes de Meuse - Woëvre          | 33,10            | 627 (2022)                        | 19                 | modifier les données · modifier les données |
| Girauvoisin                      | 55212      | CC Côtes de Meuse - Woëvre          | 5,06             | 77 (2022)                         | 15                 | modifier les données · modifier les données |
| Grimaucourt-près-Sampigny        | 55220      | CC de Commercy - Void - Vaucouleurs | 9,27             | 93 (2022)                         | 10                 | modifier les données · modifier les données |
| Lérouville                       | 55288      | CC de Commercy - Void - Vaucouleurs | 14,38            | 1 380 (2022)                      | 96                 | modifier les données · modifier les données |
| Mécrin                           | 55329      | CC de Commercy - Void - Vaucouleurs | 10,19            | 188 (2022)                        | 18                 | modifier les données · modifier les données |
| Pont-sur-Meuse                   | 55407      | CC de Commercy - Void - Vaucouleurs | 3,63             | 132 (2022)                        | 36                 | modifier les données · modifier les données |
| Saint-Julien-sous-les-Côtes      | 55460      | CC Côtes de Meuse - Woëvre          | 4,95             | 139 (2022)                        | 28                 | modifier les données · modifier les données |
| Vadonville                       | 55526      | CC de Commercy - Void - Vaucouleurs | 5,21             | 251 (2022)                        | 48                 | modifier les données · modifier les données |
| Vignot                           | 55553      | CC de Commercy - Void - Vaucouleurs | 16,02            | 1 277 (2022)                      | 80                 | modifier les données · modifier les données |
| Canton de Commercy               | 5507       |                                     | 203,02           | 11 781 (2022)                     | 58                 | modifier les données                        |

## Démographie

### Démographie avant 2015
| 1962   | 1968   | 1975   | 1982   | 1990   | 1999   | 2006   | 2011   | 2012   |
| ------ | ------ | ------ | ------ | ------ | ------ | ------ | ------ | ------ |
| 14 799 | 14 213 | 13 648 | 13 515 | 13 129 | 12 977 | 13 700 | 13 588 | 13 581 |

### Démographie depuis 2015
En 2022, le canton comptait 11 781 habitants, en évolution de −4,46 % par rapport à 2016 (Meuse : −4,4 %, France hors Mayotte : +2,11 %).
| 2013   | 2018   | 2022   |
| ------ | ------ | ------ |
| 12 917 | 11 982 | 11 781 |